# Русалка (видавництво)
Русалка — видавництво у Львові, яке друкувало твори українських та зарубіжних літературних класиків, п'єси, дитячі твори, поштові листівки і репродукції, картини українських митців від 1911 до 1939 року.
Власником видавництва був галицький журналіст Григорій Гануляк.

## Історія
Очолюване Григорієм Гануляком видавництво розпочало діяльність 1911 року і проіснувало до 1939 року. Будинок видавництва розташовувався на вул. Курковій, 10 (тепер вул. Лисенка). Друкарня була у Ставропігійському Інституті у Львові під управою Юрка Сидорака.

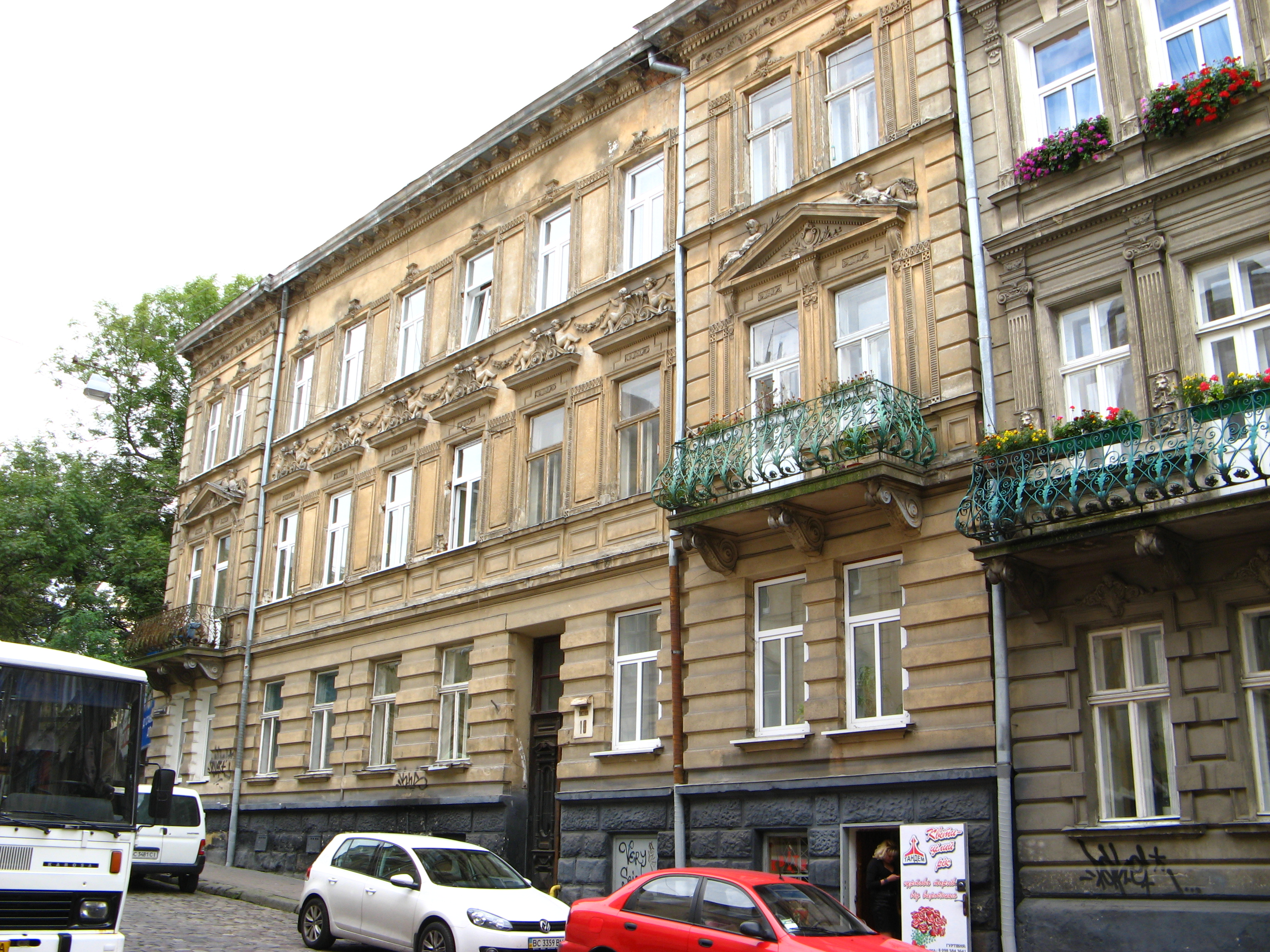
Будинок видавництва у Львові: вул. Куркова, 10

Продукція Григорія Гануляка до 1913 року підписувалася: «Изданием Гр. Гануляка, Львов»; «Видавництво ГГЛ, Львів»; «Гр. Гануляк, Львів». Після 1913 року — «Видавництво „Русалка“» і «Видавництво „Бистриця“». За його підготовкою виходила «Книгозбірня школярика» (щомісячні випуски), він був й автором частини дитячих творів цього циклу. Водночас видавав «Літературну бібліотеку», «Театральну бібліотеку», «Діточу бібліотеку» і «Селянську бібліотеку».
Широкою популярністю також користувалися художні поштові картки, що видавалися «Русалкою», які вирізнялися дуже високим рівнем офсетного кольорового друку та широтою українознавчої тематики. Підтвердженням цьому може бути навіть побіжна характеристика кола тематичних інтересів видавництва: українські типи Галичини (після 1911) та Волині (1924), фотографії акторів українських театрів (1923), ілюстрації Ярослава Пстрака до повісті М. В. Гоголя «Тарас Бульба» (1913), репродукції творів відомих і маловідомих українських художників Антіна Манастирського (1917), Степана Томасевича (1917), Одо Добровольського (1913), Євгена Турбацького (1913) та інші.
Кольорові картки з циклу «Український орнамент» були прекрасно виконані художником Теодором Гриневичем, відзначені високим рівнем поліграфічного друку, стали надзвичайно цінним джерелом наукової інформації про високі зразки української народної творчості кінця XIX—початку XX століття. На коломийській виставці гуцульських виробів 1912 року видавництво артистичних карток Григорія Гануляка було відзначене від імені ерцгерцога Карла I Франца-Йосифа та ерцгерцогині Зіти похвальним дипломом.

## Видання

### Літературна Бібліотека «Русалки»
№ 1: Олесь Бабій Ненависть і любов [Архівовано 13 липня 2015 у Wayback Machine.]: Поезії. — Львів, 1921.
№ 2: Клим Поліщук Скарби віків: Українські лєґенди. — Львів, 1921.
№ 3: Клим Поліщук Воєнко: Із записної книжки. — Львів, 1921.
№ 4: Галина Орлівна Шляхом чуття: Новелі [Архівовано 19 серпня 2021 у Wayback Machine.]. — Львів, 1921.
№ 5: Олесь Бабій Шукаю людини: Нариси. — Львів, 1921.
№ 6: Василь Лімниченко Хуртовина: Поезії. — Львів, 1921.
№ 7: Василь Софронів Під сміх війни: Нариси. — Львів, 1921.
№ 8: Клим Поліщук Розпята душа [Архівовано 13 липня 2015 у Wayback Machine.]: Оповідання з латиського життя. — Львів, 1921.
№ 9: Клим Поліщук Веселе в сумному [Архівовано 21 лютого 2020 у Wayback Machine.]: Сатирично-гумористична збірка. — Львів, 1921.
№ 10: Клим Поліщук Жменя землі: Галицькі леґенди [Архівовано 20 лютого 2020 у Wayback Machine.]. — Львів, 1921.
№ 11: Володимир Островський Хома Дубило: Історичне оповідання з життя Холмщини. — Львів, 1921.
№ 12: Тиберій Горобець Квіти й бодяче. — Львів, 1921.
№ 13: Галина Орлівна Перед брамою: Новелі. — Львів, 1922.
№ 14: Клим Поліщук Отаман Зелений: Сучасний роман. — Львів, 1922.
№ 15: Антін Павлюк. Незнайома: Уривки із записника. — Львів, 1922.
№ 16: Федір Дудко Краса життя [Архівовано 10 січня 2020 у Wayback Machine.]: Оповідання. — Львів, 1922.
№ 17: Володимир Островський Вівці й пастирі: З життя Холмщини. — Львів, 1922.
№ 18: Олесь Бабій Гнів: Новелі. — Львів, 1921.
№ 19: Клим Поліщук Ангельський лист [Архівовано 13 липня 2015 у Wayback Machine.]: Оповідання. — Львів, 1923.
№ 20: Михайло Приймак Кстини: Картина з Лемківщини. — Львів, 1923.
№ 22: Октав Мірбо Злодій: П'єса на 1 дію. Переклад Миколи Вороного. — Львів, 1923.

### Театральна Бібліотека «Русалки»
№ 1: Гр. Марусин «Хоч раз його правда»: шутка на 1 дію, другий наклад, дієвих осіб 5. — 24 с.
№ 2: Д. К. «Не повелося»: фарса на 1 дію зі співами і танцями; дієвих осіб 3. — 16 с.
№ 3: Ле-ле «Перший голова Ревкому»: фарса на 1 дію зі співами, дієвих осіб 7. — 20 с.
№ 4: Ле-ле «Після равту»: фарса на 1 дію зі співами. Дієвих осіб 6. — 24 с.
№ 5: Олесь Бабій. Воєнна любов, жарт на 1 дію зі співами; дієвих осіб 5. 16 ст.
№ 6. Ілля Сурґучев. Осінні скрипки, драма на 5 дій, переклад з рос. Йосипа Стадника
№ 7. Микола Айдарів. Фіцлі-Пуцлі, жарт на 1 дію, стор. 20, дієвих осіб 9
№ 8. Александер Фредро. Які хорі, — такі доктори, жарт на 1 дію в перекладі Йосипа Стадника, дієв. ос. 8, стор. 43
№ 9. Леонід Андреєв. Життя людини, драма в перекладі Федора Дудка.
№ 10. Йосип Стадник. Він не заздрісний, комедія на 1 дію, переклав з німецького Йосип Стадник
№ 11. Антон Чехов. Медвідь [Архівовано 13 липня 2015 у Wayback Machine.], шутка на 1 дію А. П. Чехова, переклав з російської мови Йосип Стадник. Львів 1922
№ 12. Михайло Старицький — М. Степняк. Ніч під Івана Купала, 1 дія
№ 13. Ф. Гриневич. Сатирично-гумористичні монольоґи для сцени, ч. 1
№ 14. В. В. Білібін. Дракони, жарт на 1 дію
№ 15. М. Степняк. У різдвяну ніч, сценічна картинка
№ 16. Федір Дудко. Гріх, драматична картинка на 1 дію. Львів 1922
№ 17. В. Самійленко. У Гайхан Бея, 2 дії
№ 18. Дмитро Дмитренко. Сатана в бочці [Архівовано 6 травня 2020 у Wayback Machine.], комедія зі співами на 1 дію. Львів-Детройт, 1926
№ 19. В. В. Білібін. Танцюрист, комедія, 1 дія
№ 20. Фр. Аляхнович. Пташка щастя, 3 дії
№ 21. Нікорович. Ніч новоженців, 1 дія
№ 22. О. Мірбо. Злодій, 1 дія
№ 23. Антон Чехов. На битому шляху, драма, 1 дія
№ 24. М. Майно. Гордість, сценічна картинка, 1 дія
№ 25. У. Балевичева. Не всі дома, комедія, 1 дія
№ 26. Сатирично-гумористичні монольоґи, часть II
№ 27. Трістан Бернар. Одинокий вломник на селі [Архівовано 13 липня 2015 у Wayback Machine.], комедія на 1 дію, переклад з французької. Львів 1923
№ 28. Чебишева-Садовський. Ялинка, різдвяна п'єса на 1 дію
№ 29. Йос. Баффіко, Дві поради, комедія, 1 дія
№ 30. Лев Лотоцький. Людські язики, комедія
№ 31. Жонатий Мефістофель, фарс на 3 дії
№ 32. Я. Гордін. Сирітка Хася, драма, 4 дії
№ 33. Клим Поліщук. Трівожні душі п'єса на 3 дії
№ 34. В. Білібін І її недуга, комедія, 1 дія
№ 35. Трістан Бернар.  Примхи долі, комедія на 1 дію
№ 36. Л. Андреєв. Дні нашого життя, п'єса на 4 дії в перекладі Олеся Бабія
№ 37. П. Карпенко. Заручини по смерти, комедія на 2 дії
№ 38. Михайло Старицький. Як ковбаса та чарка  [Архівовано 2 липня 2020 у Wayback Machine.], комедія на 1 дію
№ 39. Вол. Мартиневич. По коляді, жарт на 1 дію
№ 40. Гр. Марусин. Пан писар, комедія на 3 дії
№ 41. С. Калинець. Сватання в нецках, жарт на 1 дію
№ 42. С. Калинець. Знахорка Солоха, сценічна картина, 1 дія
№ 43. Вол. Мартиневич. Перелесник, драма, 5 дій
№ 44. Дм. Гунькевич. Жертви темноти, драма з життя канадійських переселенців, 5 дій
№ 45. Вол. Мартиневич. Весілля з поправками, жарт на 2 дії
№ 46. Клим Поліщук. Гад звіринецький, драматична картина в 4 відсл.
№ 47. Степан Качмар. Пригоди вчать згоди, комедія на 3 дії
№ 48. М. Омелянець. Лихо з жінкою, лихо без жінки, комедія на 1 дію
№ 49. Д. Гункевич. Клюб суфражисток, комедія з американського життя, 5 дій
№ 50. В. Полянський. Дядько Тарас, сценічна картина, 1 дія
№ 51. І. Луцик. Три герби, комедія на 3 дії, 1926 р.
№ 52. Олесь Бабій. Родинна тайна, драма на 3 дії, 1926 р.
№ 53. Василь Казанівський. Чорт не жінка, жарт, 1926 р.
№ 54. Іван Зубенко. Горе бабіям, оперета па 3 дії, 1926 р.
№ 55. Лев Лотоцький: Закукурічені тітки, комедія на 3 дії, 1926 р.
№ 56. І. Я. Луцик. Вифлеємська ніч, сценічна ораторія з партитурою, 1926 р.
№ 57. Василь Казанівський. Адамові сльози [Архівовано 13 липня 2015 у Wayback Machine.], або Пяна Корова, жарт на 1 дію. З життя переселенців в Канаді. Львів-Детройт 1926
№ 59. Сатана в бочці [Архівовано 6 травня 2020 у Wayback Machine.], сценічний жарт на 1 дію. Львів-Детройт 1926
№ 60. І. Луцик. Бабський бунт, народна оперета
№ 61. Гр. Марусин. Хлопський син, комедія
№ 62. Дм. Гункевич. Кроваві перли, роб. др.
№ 63. І. Мисик. Розшматоване серце, фарс-сатира
№ 64. К. Баранцевич. Горобчик, жарт на 1 дію
№ 65. І. Мисик. Остання лєкція, сценічна картина
№ 66. І. Мисик. Гаївки, сценічна картина на 1 дію
№ 67. І. Чайківський. Захотіла пана втратила Івана
№ 68. Нові монольоґи і деклямації
№ 69. Гр. Марусин. До сходу сонця, комедія
№ 70. І. Я. Луцик. Перешкода, 3 дії
№ 71. І. Я. Луцик. Пещена дитина, 4 дії
№ 72. І. Лисенко-Конич. Голодний Дон-жуан, жарт на 1 дію
№ 73. А. Чужинин. Периста красуня, на і дію
№ 74. О. Коженьовський. Верховинці.
№ 75. Гр. Марусин. Пан писар, комедія на 3 дії.
№ 76. А. Фредро. Які хорі, такі доктори, комедія
№ 77. М. Старицький. Як ковбаса та чарка.
№ 78. М. Омелянець. Лихо з жінкою, лихо без жінки, комедія на 1 дію
№ 79. П. Карпенко. Заручини по смерти, 2 дії.
№ 80. 1. Тогобочній. Мати наймичка, драма
№ 81. Гр. Марусин. Мовчи язичку, комедія на 1 дію
№ 82. Сучасний. Пильнуй своєї хати, жарт
№ 83. В. Крижанівський. Веселий Вечір
№ 84. Д. Гункевич. Панські примхи, жарт на 1 дію
№ 85. І. Я. Л. (Ієронім Луцик) Вертеп, різд. сцен. кар.
№ 86. Д. Весняний. Товариські гри і Забави
№ 87. Татусь на відпочинку, жарт на 1 дію
№ 88. Шалена молодичка, комедія на 3 дії
№ 89. С. Бєлая. Старі гріховодники, трагікомедія на З дії
№ 90. Остап Цюк. Замотана справа, жарт на 1 дію. Львів 1929
№ 91. О. Глум. Безбожник, жарт на 1 дію.
№ 92. Гр. Марусин. Жінка горою, жарт на 1 дію.
№ 93. Декламції й монольоґи.
№ 94. У кожного розум є, 2 дії.
№ 95. Пригоди — вчать згоди, комедія.
№ 96. Закляте джерело (з нотами)
№ 97—98. Засвитали козаченьки, співаник з нотами.
№ 99. Граф фон Габенікс, жарт на 2 дії
№ 100. Лев Лотоцький. Людські язики, комедія
№ 101. І. Трембицький. Іцко сват.
№ 102. І. Луцик. Бабський бунт, народна оперета.
№ 103. С. Калінець. Знахорка Солоха
№ 104. Е. Мисевич. Гарна грішниця, траґі-фарс
№ 105. В. Павлусевич. Американка, ком. на 3 дії
№ 106. С. Калинець. Вуйко з Америки, комедія
№ 107. В. Некрашевич. За кулісамия, 1 дія.
№ 108. В. Крижанівський. Веселий вечір, мон.
№ 109. А. Будзиновський. Підручник режисера.
№ 110. Дм. Гунькевич. Манівцями, траґікомедія
№ 111. К. Куртлін. Згідливе подружжя, комедія.
№ 112. В. Островський. Сучасні діти, комедія.
№ 113. Ф. Гриневич. Монольоґи, ч. III.
№ 114. Е. Рудий. Страчене життя, пєса на 3 дії.
№ 115. Остап Цюк. Любовні пригоди, ком. на 2 дії.
№ 116. Р. Сливка. Такий світ настав, жарт.
№ 117. М. Гоголь. Кохання в мішках, 1 дія в. парт.
№ 118. Дм. Гункевич. Клюб суфражисток, комедія
№ 119. Бо хто не ризикує, ревія
№ 120. Сміх на видівні, монольоґи
№ 121. Святомиколаївські вечеринки
№ 122. М. Когут. Данило Чарівник, комедія
№ 123. 0. Цюк. Воєнна заверуха, трагікомедія
№ 124. І. Я. Луцик. Мати, 4 дії
№ 125. Р. Сливка. Перш а любов, 1 дія
№ 126. С. Говдій. Сватання з перешкодами, 1 дія
№ 127. К. І. Ванченко. Вечір на хуторі, 1 дія
№ 128. С. Говдій. Н а чужий коровай, 1 дія
№ 129. Федорович. Харцизники, жарт 1 дія
№ 130. Дм. Марчишин. Купецький хист, 2 дії
№ 137. Гр. Марусин. Святомиколаївські вечеринки, Львів, Нью-Йорк, Говерла
№ 138. Гр. Марусин Минулися добрі часи, монологи для сцени (IV 1936)
№ 143. Гр. Марусин. Наші приятелі: жидівські скетчі й монологи, Львів, накладом автора 1938 р.
№ 144. Харук С. Поворот з Черча, жарт на 1 дію, 1938, накладом автора
№ 145. Гануляк, Гр. Моя хата з краю, сценічна картина на 1 дію, Львів, накладом автора 1938 р.
№ ХХ. Пан майстер Копитко, комедія, 3 дії
№ ХХ. Міщане, драма з міщ. життя
№ ХХ. Хмара, драма на 5 дій
№ ХХ. Чумаки, комедія на 4 дії
№ ХХ. Дні нашого життя, драма, 4 дії. 1.20
№ ХХ. Романтичні, комедія, 3 дії
№ ХХ. Филіморя і любови, траґ. 5 дій
№ ХХ. Леся Українка. Лісова пісня, 3 дії
№ ХХ. Комедія про чоловіка, що редагував хлібороба
№ ХХ. Комедія про чоловіка, що одружився з немовою
№ ХХ. Ювилей, Чехова, комедія
№ ХХ. Прегарні Сабинянки, комедія-сатира
№ ХХ. Відвідини, комедія
№ ХХ. Зразковий муж, комедія
№ ХХ. Олімпій Полянський Великдень: Картина з життя на селі на 1 дію, 1935 р., вип. 3.
№ ХХ. Остап Цюк. Яке їхало, таке здибало, 1935
№ ХХ. Іван Марків Бабські забобони, 1936?, вип. 3
№ ХХ. Гануляк, Гр. Чудернацький народ: Монологи, цікавинки, куплети Львів 1937, вип. 4

### Народній Театр
№ 1. Клим Поліщук: Гад звіринецький (Драматична лєґенда в 4 картинах). Львів 1925

### Діточа Бібліотека «Русалки»
№ 1. Клим Поліщук. Золоті зернятка (Оповідання для дітей). Львів 1921
№ 2. В. Полянський. Дядько Тарас, пєса на 1 дію
№ 3. М. Чубатівна. Прогулька, сцен. обр. на 1 дію 

### Діточий Театр
№ 1. Е. А. Чебишева-Дмитрова: Самотній у лісі [Архівовано 13 липня 2015 у Wayback Machine.], пєска на 1 дію, переклав із російського Гр. Садовський. Львів 1925
№ 2. Галина Орлівна: Князівна жаба [Архівовано 13 липня 2015 у Wayback Machine.], пєса-казка для дітей, у 7 картинах. Львів 1925
№ 3. Кучальса-Садовський. Відвага
№ 4. Галина Орлівна. Христова Ялинка.

### Селянська Бібліотека
№ 1. Сильвестр Калинець З під рідної стріхи (Вибрані вірші). Львів 1921
№ 2. Ворожбит-чародій, книжка для забави
№ 3. Народній флірт, весела товариська забава
№ 4. Торбина сміху, людям на втіху
№ 5. Господарський Календар на 1922 р.

### Народна Бібліотека
№ 4. Сильвестр Калинець Ночь передъ новімъ рокомъ (Маланчинъ вечеръ) (Сценичный образокъ въ 3 водслонахъ). Львів 1921
№ 6. Сильвестр Калинець Вертепъ (Сценичный образокъ для колядниковъ). Львів 1921

### Поштові картки

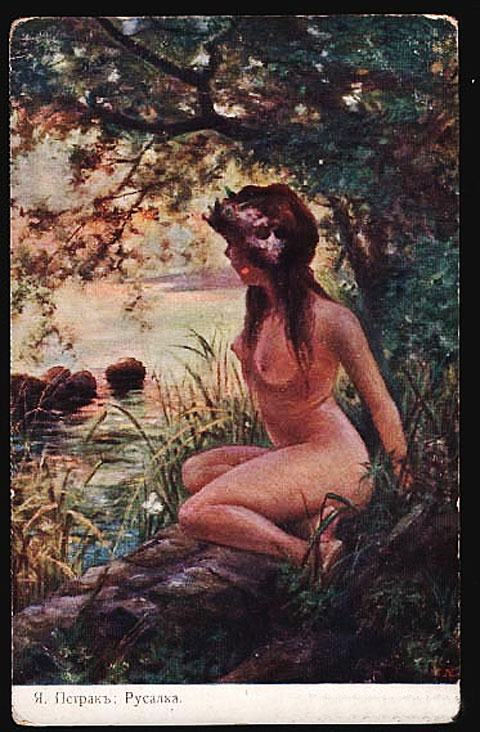
Ярослав Пстрак: Русалка
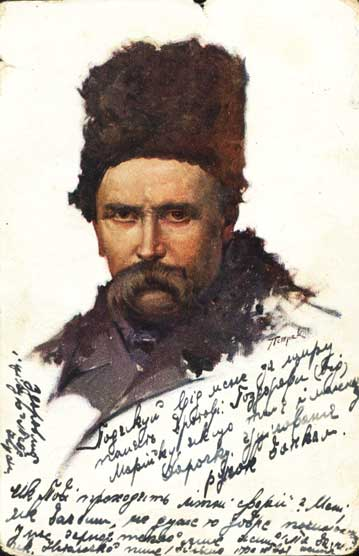
Ярослав Пстрак: Русалка